# Mina Fürst Holtmann
Mina Fürst Holtmann (ur. 17 lipca 1995 w Oslo) – norweska narciarka alpejska, trzykrotna medalistka mistrzostw świata juniorów i srebrna medalistka igrzysk olimpijskich młodzieży.

## Kariera
Po raz pierwszy na arenie międzynarodowej Mina Fürst Holtmann pojawiła się 19 listopada 2010 roku w Geilo, gdzie w zawodach FIS w slalomie gigancie zajęła 45. miejsce. W 2012 roku wzięła udział w igrzyskach olimpijskich młodzieży w Innsbrucku, na których zdobyła srebrny medal w zawodach drużynowych. W 2014 roku wystartowała na mistrzostwach świata juniorów w Jasnej, gdzie jej najlepszym wynikiem było ósme miejsce w zjeździe. Podczas rozgrywanych rok później mistrzostw świata juniorów w Hafjell wywalczyła trzy medale. Najpierw zdobyła brązowy medal w kombinacji, ulegając tylko Rahel Kopp ze Szwajcarii oraz Francuzce Romane Miradoli. Następnie była druga w supergigancie, rozdzielając na podium Włoszkę Federicę Sosio i Rahel Kopp. Na koniec zwyciężyła w zjeździe, wyprzedzając swą rodaczkę Maria Therese Tviberg i Włoszkę Nicol Delago. 24 stycznia 2015 roku miał miejsce jej debiut w Pucharze Świata, kiedy to na rozgrywanych w Sankt Moritz zawodach sezonu 2014/2015 nie ukończyła zjazdu. Pierwsze punkty w tym cyklu wywalczyła w następnym dniu tych samych zawodów, zajmując 29. miejsce w supergigancie.
W 2019 roku pojawiła się na mistrzostwach świata w Åre, na których nie ukończyła pierwszego przejazdu slalomu - jedynej konkurencji, w jakiej startowała. 15 marca tego roku zaliczyła pierwsze podium w Pucharze Świata, zajmując na zorganizowanych w Soldeu zawodach sezonu 2018/2019 2. miejsce w zawodach drużynowych, w których jej drużyna, współtworzona przez Theę Louise Stjernesund, Sebastiana Fossa Solevåga i Leifa Kristiana Nestvolda-Haugena rozdzieliła na podium ekipy ze Szwajcarii i Niemiec.

## Osiągnięcia

### Igrzyska olimpijskie
| Miejsce | Dzień    | Rok  | Miejscowość | Konkurencja | Czas biegu | Strata | Zwyciężczyni |
| ------- | -------- | ---- | ----------- | ----------- | ---------- | ------ | ------------ |
| DNF1    | 7 lutego | 2022 | Pekin       | Gigant      | 1:55,69    | -      | Sara Hector  |
| DNF2    | 9 lutego | 2022 | Pekin       | Slalom      | 1:44,98    | -      | Petra Vlhová |

### Mistrzostwa świata
| Miejsce | Dzień     | Rok  | Miejscowość       | Konkurencja | Czas biegu | Strata | Zwyciężczyni          |
| ------- | --------- | ---- | ----------------- | ----------- | ---------- | ------ | --------------------- |
| DNF1    | 16 lutego | 2019 | Åre               | Slalom      | 1:57,05    | –      | Mikaela Shiffrin      |
| 22.     | 18 lutego | 2021 | Cortina d’Ampezzo | Gigant      | 2:30,66    | +5,33  | Lara Gut-Behrami      |
| DNF2    | 20 lutego | 2021 | Cortina d’Ampezzo | Slalom      | 2:30,66    | -      | Katharina Liensberger |

### Mistrzostwa świata juniorów
| Miejsce | Dzień     | Rok  | Miejscowość | Konkurencja     | Czas biegu | Strata  | Zwyciężczyni       |
| ------- | --------- | ---- | ----------- | --------------- | ---------- | ------- | ------------------ |
| DNF2    | 27 lutego | 2014 | Jasná       | Slalom gigant   | 1:52,86    | –       | Marta Bassino      |
| DNF2    | 28 lutego | 2014 | Jasná       | Slalom          | 1:36,09    | –       | Petra Vlhová       |
| 26.     | 3 marca   | 2014 | Jasná       | Supergigant     | 1:14,71    | +1,96   | Corinne Suter      |
| 12.     | 3 marca   | 2014 | Jasná       | Superkombinacja | 2:11,34    | +2,00   | Elisabeth Kappauer |
| 8.      | 5 marca   | 2014 | Jasná       | Zjazd           | 1:24,19    | +1,60   | Corinne Suter      |
| 6.      | 7 marca   | 2015 | Hafjell     | Slalom gigant   | 2:25,14    | +0,33   | Nina Ortlieb       |
| DNF1    | 9 marca   | 2015 | Hafjell     | Slalom          | 1:43,54    | –       | Paula Moltzan      |
| 2.      | 10 marca  | 2015 | Hafjell     | Supergigant     | 1:23,81    | +0,21   | Federica Sosio     |
| 3.      | 10 marca  | 2015 | Hafjell     | Superkombinacja | 2:08,54    | +1,02 s | Rahel Kopp         |
| 1.      | 13 marca  | 2015 | Hafjell     | Zjazd           | 1:32,58    | –       | –                  |

### Puchar Świata

#### Miejsca w klasyfikacji generalnej
| Sezon     | Miejsce |
| --------- | ------- |
| 2014/2015 | 121.    |
| 2015/2016 | –       |
| 2016/2017 | –       |
| 2017/2018 | 89.     |
| 2018/2019 | 43.     |
| 2019/2020 | 20.     |
| 2020/2021 | 38.     |
| 2021/2022 | 30.     |
| 2022/2023 | 33.     |
| 2023/2024 |         |

#### Miejsca na podium w zawodach
1. Courchevel – 17 grudnia 2019 (gigant) – 2. miejsce
2. Åre – 12 marca 2022 (slalom) – 2. miejsce
3. Saalbach – 16 marca 2024 (slalom) – 2. miejsce